# Campionato europeo femminile under 19 di calcio 2011
Il Campionato europeo femminile under 19 di calcio 2011 è stato la 14ª edizione del torneo organizzato dalla Union of European Football Associations (UEFA). La fase finale si è giocata in Italia, dal 30 maggio all'11 giugno 2011. Al torneo potevano partecipare solo le giocatrici nate dopo il 1º gennaio 1992.
La Germania ha vinto il titolo per la sesta volta nella sua storia sportiva, imponendosi con il risultato di 8-1 sulle avversarie della Norvegia nella finale disputata allo Stadio Romeo Galli di Imola.

## Qualificazioni
Le qualificazioni prevedevano due fasi. Nella prima, disputata tra l'11 e il 16 settembre 2010, 44 squadre sono state divise in 11 gironi di 4. Le prime due classificate di ogni girone e la migliore terza si sono qualificate per la seconda fase, a cui era ammessa direttamente la Germania, prima nel ranking UEFA. Le 24 squadre rimaste sono state divise in 6 gironi di 4. Le vincitrici di ogni girone e la migliore seconda classificata si sono qualificate per la fase finale.

### Squadre qualificate
La seguente tabella riporta le otto nazionali qualificate per la fase finale del torneo, con le informazioni relative ai precedenti tornei solamente per under-19.
| Nazionale   | Metodo di qualificazione        | fasi finali disputate | Ultima qualificazione | Migliore risultato nel torneo            |
| ----------- | ------------------------------- | --------------------- | --------------------- | ---------------------------------------- |
| Italia      | Ospitante                       | 7                     | 2010                  | Campione (2008)                          |
| Paesi Bassi | Vincitrice fase élite, Gruppo 1 | 4                     | 2010                  | Semifinali (2010)                        |
| Russia      | Vincitrice fase élite, Gruppo 2 | 5                     | 2006                  | Campione (2005)                          |
| Germania    | Vincitrice fase élite, Gruppo 3 | 10                    | 2010                  | Campione (2000, 2001, 2002, 2006 e 2007) |
| Norvegia    | Vincitrice fase élite, Gruppo 4 | 8                     | 2009                  | Finalista (2003 e 2008)                  |
| Svizzera    | Vincitrice fase élite, Gruppo 5 | 6                     | 2009                  | Semifinali (2009)                        |
| Spagna      | Vincitrice fase élite, Gruppo 6 | 9                     | 2010                  | Campione (2004)                          |
| Belgio      | Migliore 2ª fase élite          | 1                     | -                     | Debutto                                  |

## Fase finale
Le sette nazionali promosse dal secondo turno di qualificazione insieme all'Italia, nazione ospitante, furono sorteggiate in due gruppi da quattro squadre, con le prime due di ogni gruppo qualificate per le semifinali. Il sorteggio fu eseguito il 14 aprile 2011.

### Squadre qualificate
L'Italia fu qualificata d'ufficio come nazione ospitante. Il Belgio fu la migliore seconda nel secondo turno di qualificazione, mentre le altre sei vinsero il proprio girone.
- Italia
- Belgio
- Germania
- Paesi Bassi
- Norvegia
- Russia
- Spagna
- Svizzera

### Fase a gironi
Il sorteggio si tenne il 14 aprile 2011 a Cervia, in Italia.

#### Girone A
| Squadra  | G | V | P | S | GF | GS | DR | P.ti |
| -------- | - | - | - | - | -- | -- | -- | ---- |
| Italia   | 3 | 3 | 0 | 0 | 6  | 2  | +4 | 9    |
| Svizzera | 3 | 1 | 1 | 1 | 4  | 2  | +2 | 4    |
| Russia   | 3 | 1 | 1 | 1 | 4  | 3  | +1 | 4    |
| Belgio   | 3 | 0 | 0 | 3 | 3  | 10 | −7 | 0    |

| Arbitro: | Sandra Braz Bastos |

|                            |           |               |
| Coppola 3’ Alborghetti 53’ | Marcatori | 13’ Koltakova |

| Arbitro: | Pernilla Larsson |

|                                                 |           |         |
| Aigbogun 23’ Saner 35’ Probst 89’ Fässler 90+3’ | Marcatori | 58’ Aga |

| Arbitro: | Lilach Asulin |

|             |           |  |
| Coppola 84’ | Marcatori |  |

| Arbitro: | Séverine Zinck |

|                                 |           |                   |
| Čolovjaga 22’, 62’ Ananyeva 64’ | Marcatori | 36’ Vanhaevermaet |

| Arbitro: | Lina Lehtovaara |

|         |           |                                           |
| Aga 30’ | Marcatori | 64’ Salvai 67’ Filippozzi 69’ Alborghetti |

| Cervia 5 giugno 2011, ore 17:00 | Russia           | 0 – 0 referto | Svizzera | Stadio Germano Todoli\| Arbitro: \| Pernilla Larsson \| |
| Arbitro:                        | Pernilla Larsson |               |          |                                                         |

#### Girone B
| Squadra     | G | V | P | S | GF | GS | DR | P.ti |
| ----------- | - | - | - | - | -- | -- | -- | ---- |
| Germania    | 3 | 3 | 0 | 0 | 6  | 2  | +4 | 9    |
| Norvegia    | 3 | 2 | 0 | 1 | 9  | 4  | +5 | 6    |
| Paesi Bassi | 3 | 0 | 1 | 2 | 2  | 6  | −4 | 1    |
| Spagna      | 3 | 0 | 1 | 2 | 2  | 7  | −5 | 1    |

| Arbitro: | Séverine Zinck |

|                                         |           |              |
| Schmid 26’ Lotzen 45+1’ Hegenauer 90+3’ | Marcatori | 35’ Bjånesøy |

| Arbitro: | Lina Lehtovaara |

|               |           |              |
| Beristain 11’ | Marcatori | 49’ Rijsdijk |

| Arbitro: | Sandra Braz Bastos |

|              |           |  |
| Beckmann 57’ | Marcatori |  |

| Arbitro: | Morag Pirie |

|                              |           |  |
| Bjånesøy 6’, 57’ Hegland 39’ | Marcatori |  |

| Arbitro: | Lilach Asulin |

|                   |           |                          |
| van de Sanden 58’ | Marcatori | 67’ Lotzen 90+1’ Rudelić |

| Arbitro: | Morag Pirie |

|                                                             |           |                    |
| Bjånesøy 7’, 90’ An. Hegerberg 33’ Hegland 45+1’ Reiten 85’ | Marcatori | 61’ (aut.) Knudsen |

### Fase a eliminazione diretta
|  | Semifinali | Semifinali | Semifinali |          |          | Finale   | Finale | Finale |  |
|  |            |            |            |          |          |          |        |        |  |
|  | Italia     | Italia     | 2          |          |          |          |        |        |  |
|  | Italia     | Italia     | 2          |          |          |          |        |        |  |
|  | Norvegia   | Norvegia   | 3          |          |          |          |        |        |  |
|  | Norvegia   | Norvegia   | 3          |          | Norvegia | Norvegia | 1      |        |  |
|  |            |            |            |          | Norvegia | Norvegia | 1      |        |  |
|  |            |            | Germania   | Germania | 8        |          |        |        |  |
|  | Germania   | Germania   | Germania   | Germania | 8        | 3        |        |        |  |
|  | Germania   | Germania   |            |          |          |          |        |        |  |
|  | Svizzera   | Svizzera   | 1          |          |          |          |        |        |  |

#### Semifinali
| Arbitro: | Séverine Zinck |

|                       |           |                                                  |
| Lecce 22’ Coppola 49’ | Marcatori | 12’ Bjånesøy 48’ Ada Hegerberg 65’ Graham Hansen |

| Arbitro: | Morag Pirie |

|                                          |           |             |
| Petzelberger 20’ Beckmann 54’ Lotzen 84’ | Marcatori | 38’ Canetta |

#### Finale
| Arbitro: | Sandra Braz Bastos |

|              |           |                                                                                        |
| Bjånesøy 72’ | Marcatori | 29’ Wensing 50’, 79’ Schmid 55’, 60’ Lotzen 58’ Petzelberger 70’ Rudelić 88’ Hegenauer |

| Norvegia | Germania |

| NORVEGIA:     |    |                        |  |     |
|               |    |                        |  |     |
| P             | 1  | Ane Fimreite           |  |     |
| D             | 2  | Anja Sønstevold        |  | 74’ |
| D             | 3  | Ingrid Søndenå         |  |     |
| D             | 4  | Maren Knudsen          |  |     |
| A             | 14 | Ada Hegerberg          |  | 46’ |
| D             | 6  | Maria Thorisdottir     |  |     |
| D             | 7  | Andrine Hegerberg      |  |     |
| C             | 8  | Ina Skaug              |  |     |
| A             | 10 | Melissa Bjånesøy       |  |     |
| C             | 13 | Cathrine Dekkerhus     |  | 70’ |
| A             | 11 | Kristine Hegland (c)   |  |     |
| Sostituzioni: |    |                        |  |     |
| C             | 9  | Caroline Graham Hansen |  | 46’ |
| C             | 11 | Guro Reiten            |  | 70’ |
| D             | 8  | Ida Aardalen           |  | 74’ |
| Allenatore:   |    |                        |  |     |
| Jarl Torske   |    |                        |  |     |

| GERMANIA:     |    |                         |  |     |
|               |    |                         |  |     |
| P             | 1  | Lisa Schmitz            |  |     |
| D             | 5  | Luisa Wensing           |  |     |
| D             | 4  | Johanna Elsig           |  |     |
| D             | 16 | Jennifer Cramer         |  |     |
| D             | 2  | Leonie Maier            |  |     |
| C             | 6  | Kathrin Hendrich        |  | 64’ |
| C             | 8  | Isabella Schmid         |  |     |
| A             | 7  | Eunice Beckmann         |  | 63’ |
| A             | 10 | Ramona Petzelberger (c) |  |     |
| D             | 3  | Carolin Simon           |  | 58’ |
| C             | 11 | Lena Lotzen             |  |     |
| Sostituzioni: |    |                         |  |     |
| C             | 17 | Marie Pyko              |  | 58’ |
| A             | 15 | Ivana Rudelić           |  | 63’ |
| C             | 18 | Anja Hegenauer          |  | 64’ |
| Allenatore:   |    |                         |  |     |
| Maren Meinert |    |                         |  |     |

| Ufficiali di gara - Guardalinee: - Sian Massey (Inghilterra) - Angela Kyriakou (Cipro) - Quarto uomo: Pernilla Larsson (Svezia) |

## Statistiche

### Classifica marcatrici
7 reti
- Melissa Bjånesøy

5 reti
- Lena Lotzen

3 reti
- Isabella Schmid
- Katia Coppola

2 reti
- Maria-Laura Aga
- Eunice Beckmann
- Anja Hegenauer

- Ramona Petzelberger
- Ivana Rudelić
- Lisa Alborghetti

- Andrine Hegerberg
- Kristine Hegland
- Anna Čolovjaga

1 rete
- Justine Vanhaevermaet
- Luisa Wensing
- Roberta Filippozzi
- Elisa Lecce
- Cecilia Salvai
- Pia Rijsdijk

- Shanice van de Sanden
- Caroline Graham Hansen
- Guro Reiten
- Tatiana Ananyeva
- Nadezhda Koltakova
- Naiara Beristain

- Eseosa Aigbogun
- Cora Canetta
- Nadine Fässler
- Michelle Probst
- Corina Saner

Autoreti
- Maren Knudsen (a favore della Spagna)